# Wikstroemia glabra
Wikstroemia glabra är en tibastväxtart som beskrevs av Cheng. Wikstroemia glabra ingår i släktet Wikstroemia och familjen tibastväxter. Inga underarter finns listade i Catalogue of Life.